# St. Maria (Saltvik)

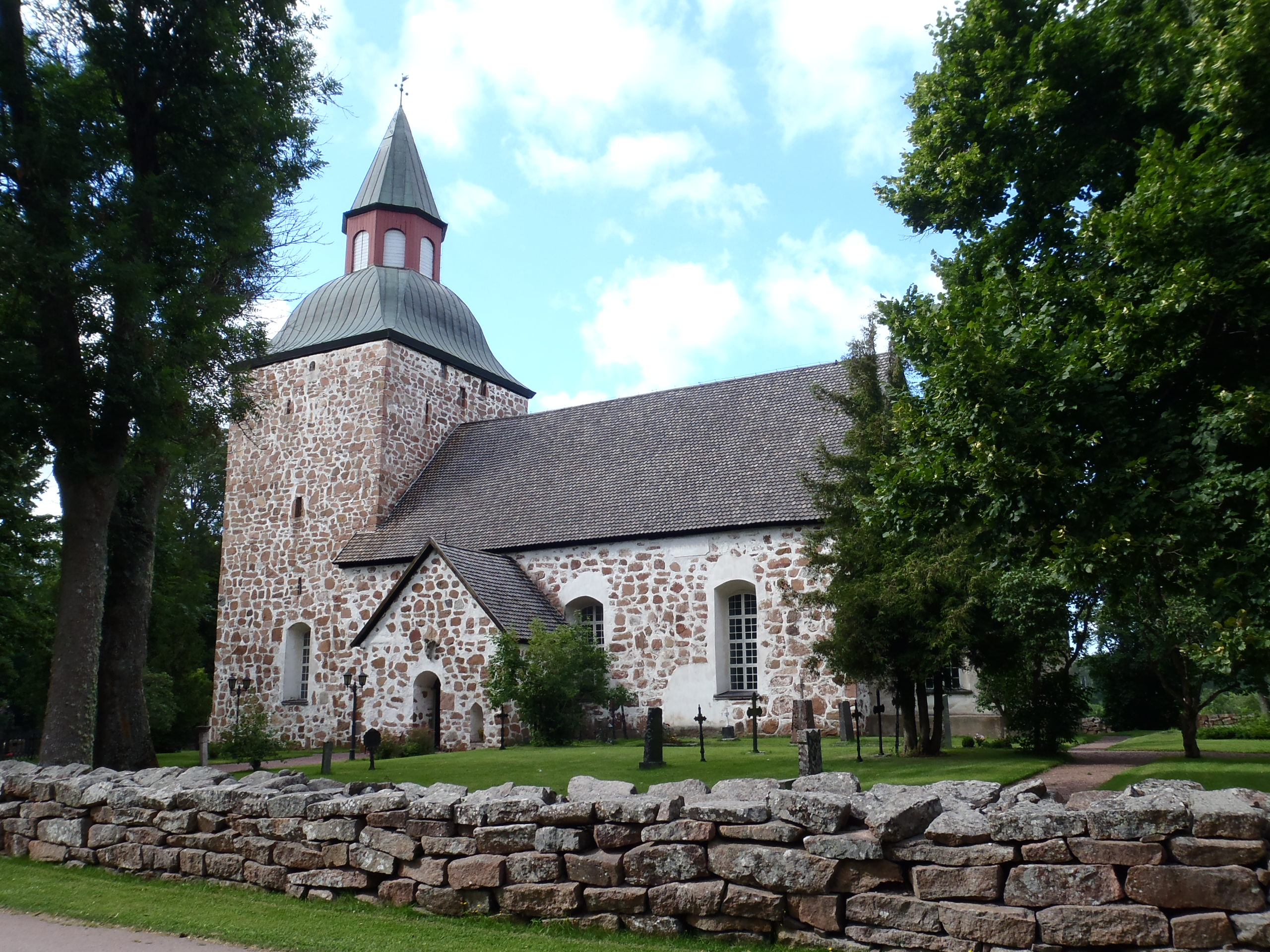
St. Maria in Saltvik

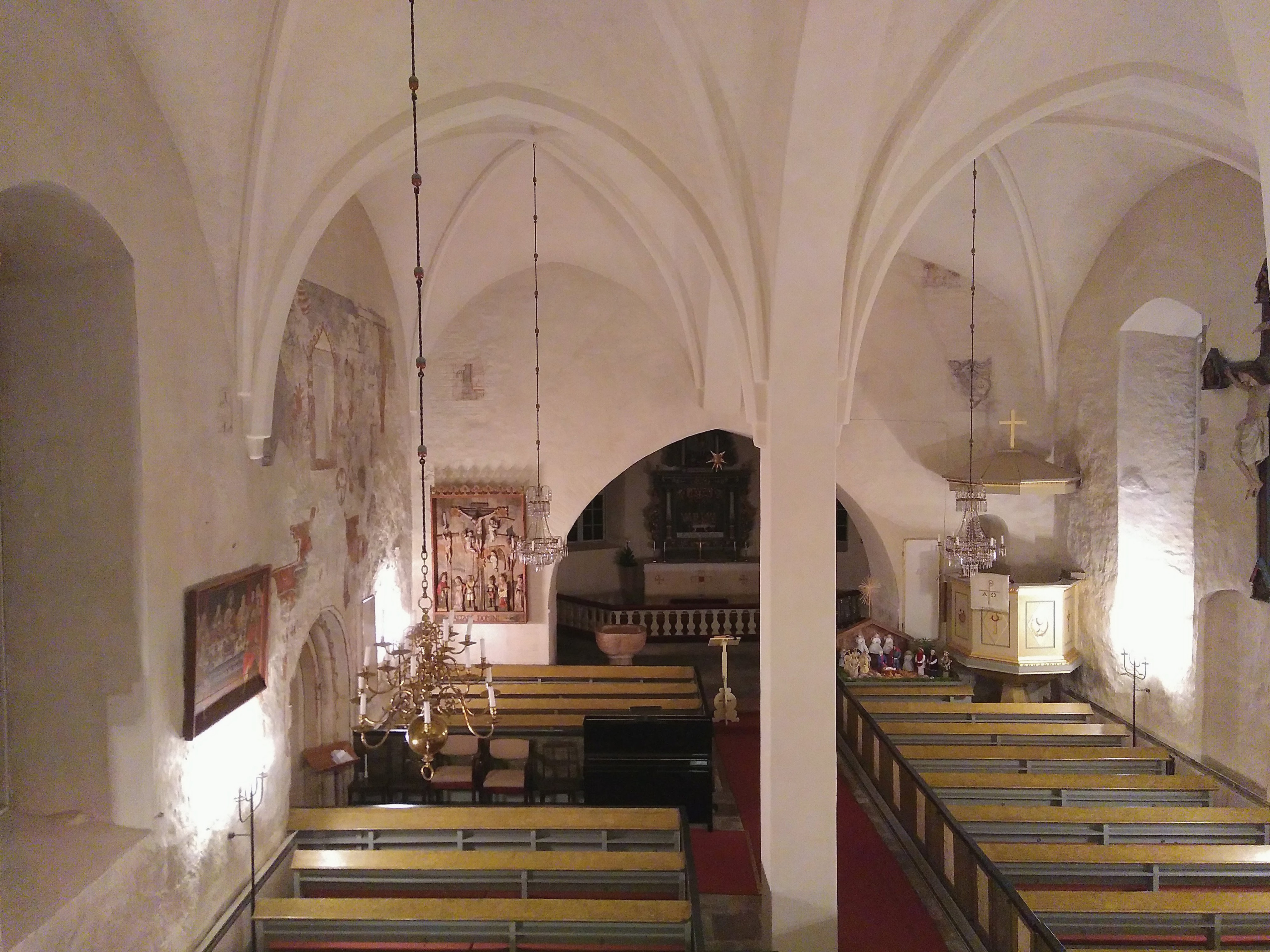
St. Maria in Saltvik Inneres

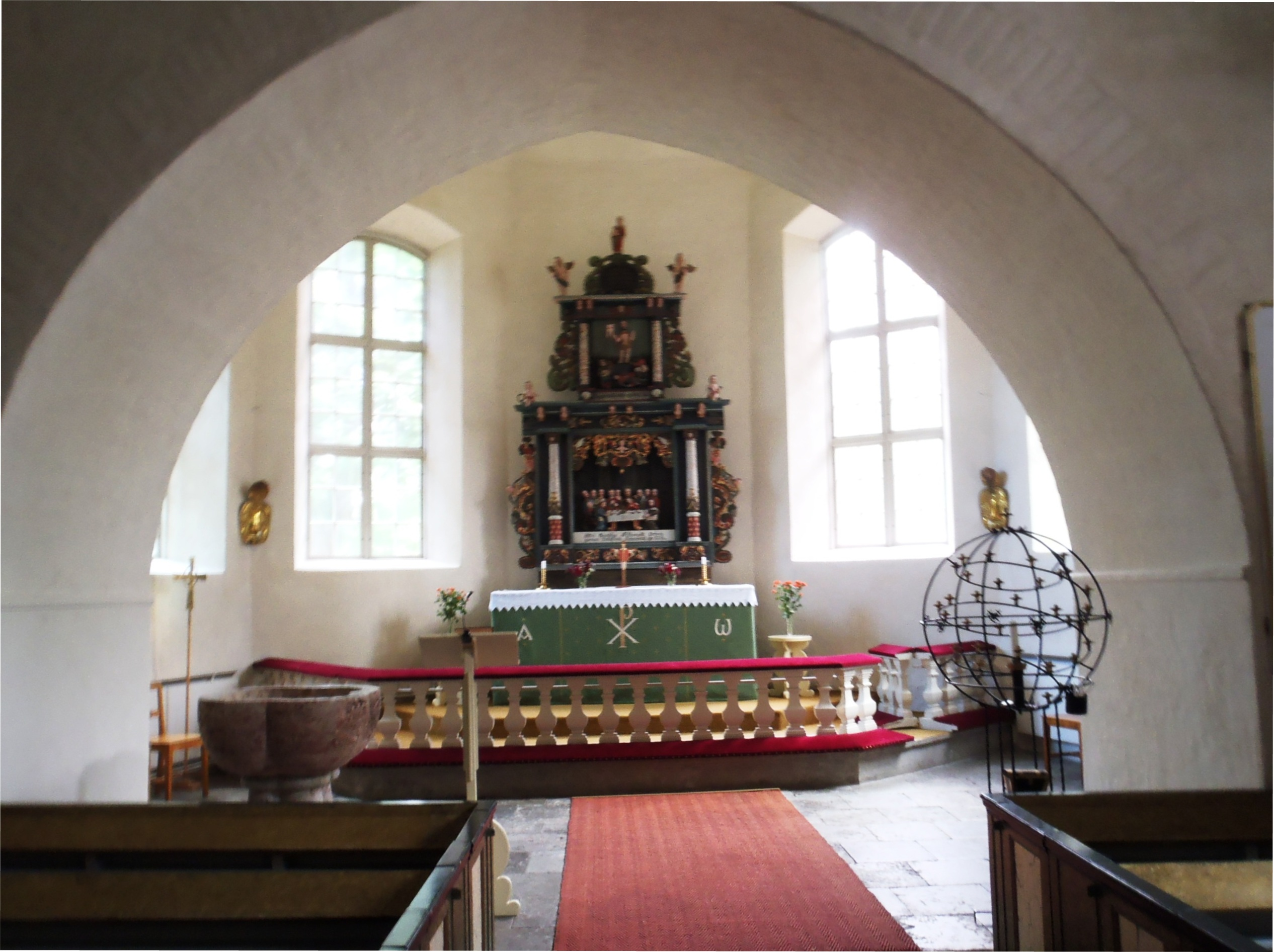
Altarraum

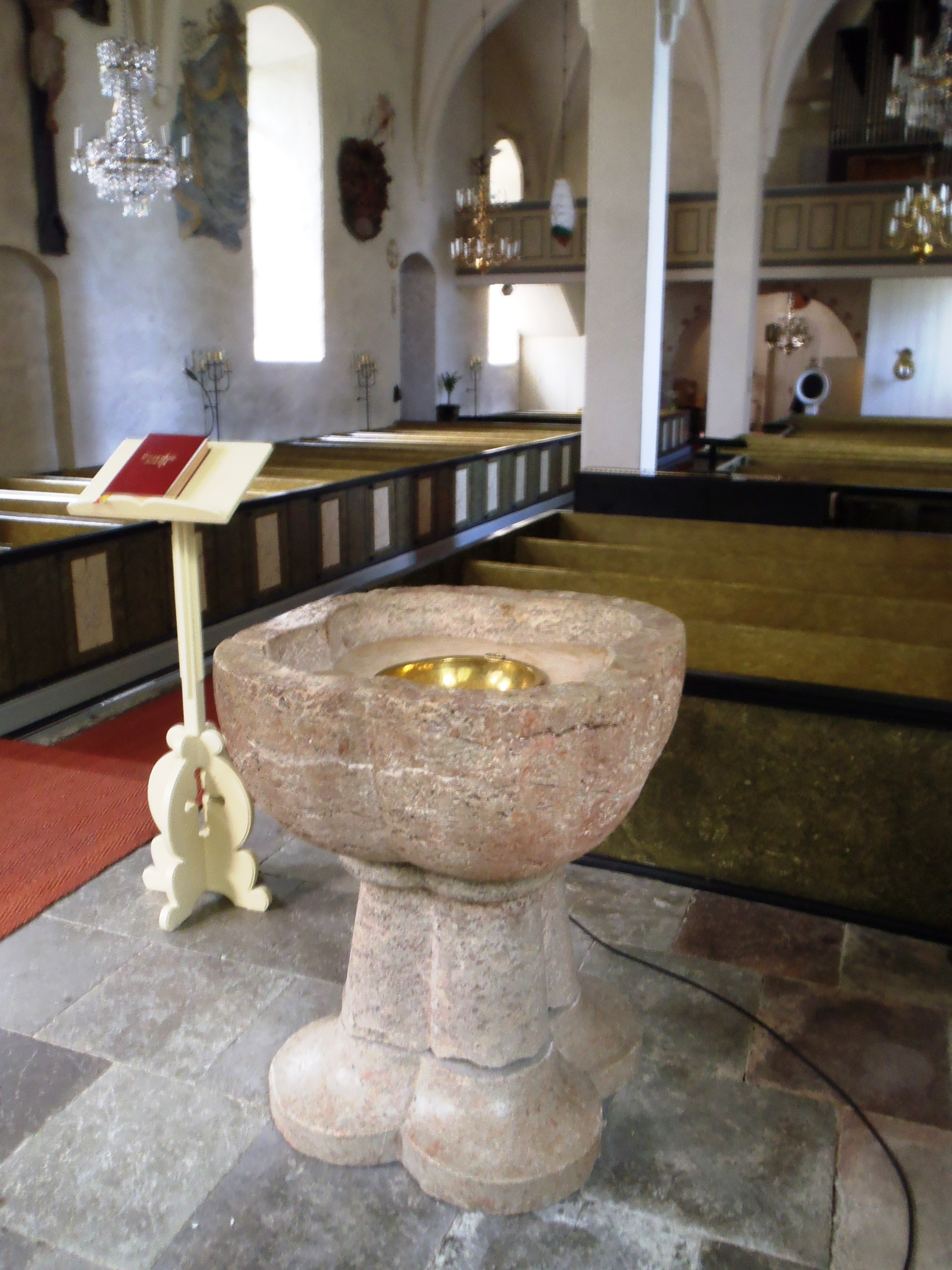
Taufbecken

St. Maria ist eine evangelisch-lutherische Kirche in Saltvik in Finnland.

## Geschichte
Die Kirche St. Maria in Saltvik wurde auf einer Stelle gebaut, an der archäologische Grabungen Funde hervorgebracht haben, die weit in die Wikingerzeit reichen. Vermutlich war der Ort von großer Wichtigkeit für Handel und Seefahrt. Fast alle historisch bekannten „Landtage“ der Gemeinde der Ålandinseln in der Zeit des Mittelalters fanden auf dem offenen Feld südlich der Kirche statt.
Die Datierung der unterschiedlichen Bauperioden variiert. Das Kirchenschiff, die Sakristei, das Portalhaus und der Turm wurden zu unterschiedlichen Zeiten gebaut.
Die Apsis, die heute der Altarraum ist, wurde in den 1850ern gebaut, als auch das alte, bemalte Gewölbe durch eine halbgewölbte Decke ersetzt wurde.
Bei der Restaurierung Mitte der 1950er Jahre wurde versucht, der Kirche wieder das originale Aussehen zurückzugeben. Neue Kreuzgewölbe wurden gebaut und neue Säulen auf den alten Fundamenten errichtet. Die Öffnung des Altarraumes wurde verkleinert.

## Ausstattung
Die Wandmalereien stammen aus unterschiedlichen Zeiträumen. Die fragmentarischen Bilder, die so weit wie möglich restauriert wurden, sind meist schwierig zu interpretieren.
Das Triptychon im Altarraum wurde im 17. Jahrhundert in einem ländlich barocken Stil gemalt. Das naive, aber kraftvolle Bild der Auferstehung von Christus wurde von Mathias Reiman, einem Maler aus Åbo geschaffen. Es wurde 1666 von Brita und Harald Footangel der Kirche geschenkt. Die fröhlichen und bunten Farben erinnern daran, dass der Gottesdienst ein Fest der Hoffnung und Freude sein sollte.
Das Taufbecken in Blattform, seitlich links vor dem Altarraum, stammt wahrscheinlich aus dem 13. Jahrhundert und wurde aus gotländischem Kalkstein gehauen. Die Blattform wurde ursprünglich nur in Kathedralen gefunden. 1795 erwähnte der Schreiber F. W. Radloff, dass die Kirche St. Maria nach alten Dokumenten „Kathedrale“ genannt wurde. Das führt zu der Vermutung, dass es möglicherweise eine eigenständige Diözese auf den Åland-Inseln gab.
Die Pietà an der Nordwand ist eine Holzskulptur aus dem späten 15. Jahrhundert.
Das kleine Altargemälde von 1659 an der Nordwand trägt die Inschrift „Agnus pascalis“ (Osterlamm).
Das Gemälde an der Nordwand zeigt Christus betend im Garten von Gethsemane. Es wurde 1862 von Robert Wilhelm Ekman gemalt.
St. Georg und der Drachen im Turmraum wurde im 17. Jahrhundert von dem Kirchenmaler Mårten Johansson auf Holz gemalt.
Der versilberte Kronleuchter wurde 1883 in St. Petersburg gekauft.
Das Kreuz an der Südwand ist aus dem späten 13. Jahrhundert.
An der Südwand findet sich das Wappenschild der Familie Footangel, der ehemaligen Eigentümer des Germundö-Hauses in Saltvik.
Die Orgelempore wurde in Verbindung mit der Restaurierung 1957 gebaut. Der Orgelprospekt wurde von dem Orgelbauer Veikko Virtanen entworfen. Gestimmt wurde sie von Jan Ryde.